# Station Deurne (België)
Station Deurne is een voormalig spoorwegstation langs spoorlijn 17 (Diest - Beringen-Mijn) in Deurne, een deelgemeente van de stad Diest. Het station bevindt zich aan de Jozef Vanzeerstraat wat vóór de gemeentefusie de Stationstraat was. Op 06/04/1910 is ook de naam van het spoorwegstation veranderd van "Deurne-bij-Diest" naar "Deurne (Diest)".
Het stationsgebouw bestaat nog steeds en wordt gebruikt als woning.
0,0: Diest ·
1,6: Schaffen ·
6,5: Deurne ·
9,7: Tessenderlo ·
13,0: Kwaadmechelen ·
16,0: Oostham ·
20,0: Heppen ·
21,3: Beringen-Mijn